# Третя битва на Ені
Третя битва на Ені (фр. 3e Bataille de L'Aisne, також операція «Блюхер-Йорк» (нім. Unternehmen Blücher-Yorck); 27 травня — 6 червня 1918) — наступальна операція німецької армії, третя частина так званого Весняного наступу на Західному фронті за часів Першої світової війни.

## Історія

### Передумови
21 березня 1918 року потужною 5-годинною артилерійською підготовкою розпочалася стратегічна наступальна операція кайзерівських військ під кодовою назвою «Міхаель». Цим наступом Німеччина припинила ведення війни на два фронти й, перекинувши майже 50 дивізій зі Східного фронту на Західний, спробувала використати свій останній шанс перемогти у Великій війні Антанту до прибуття на Європейський континент американських військ. Протягом 5-х місяців німцями було проведене 4 масштабні наступальні операції: «Міхаель», «Джорджетт», «Блюхер-Йорк» та «Гнейзенау».
По рубежу річки Ена, починаючи кровопролитні бої, які у вересні 1914 та квітні-травні 1917 роках переросли у великі битви. Французькі війська дивізійного генерала Ш. Манжена ціною колосальних втрат під час так званого «наступу Нівеля» захопили стратегічно важливі висоти в районі узвишшя Шемі-де-Дамс (фр. Chemin des Dames) і міцно закріпилися на них.
У середині травня 1918 року, німецький головнокомандувач генерал Е.Людендорф, у контексті перебігу подій Весняного наступу, або так званої «Битви кайзера» (нім. Kaiserschlacht), замислив завдати концентрований несподіваний удар на цьому важливому напрямку й вибити французькі й британські війська з висот Шемі-де-Дамс. Наступальна операція отримала назву «Блюхер-Йорк» на честь двох знаменитих прусських генералів, героїв Наполеонівських війн. Метою наступальної операції генерал Е. Людендорф визначав завдати нищівної поразки франко-британським військам на паризькому напрямку. Створивши загрозу захоплення французької столиці, він вважав, що це примусить лідерів Антанти перекинути свої війська з Фландрії, де завдавався головний удар німецьких військ, і відповідно послабити їхні сили.
На напрямку зосередження основних зусиль 7-ї та 1-ї німецьких армій, що наступали на Шемі-де-Дамс, в обороні перебували французькі війська 6-ї армії генерала Д. Дюше та чотири дивізії британського IX корпусу генерала А. Гамільтон-Гордона, які за іронією долі після великих втрат у битві у Фландрії, були відведені на «спокійну» ділянку оборони на річку Ена.
Французький командувач наказав розташувати виснажені британські частини в окопах першої лінії оборони, А. Гамільтон-Гордон намагався сперечатися та запропонував ешелонований варіант побудови оборони з відведенням основних сил британських підрозділів на другу та третю позиції. Проте, урешті-решт під тиском французького генерала він був змушений підкоритися наказу старшого начальника і віддати наказ зосередити більшу частину англійських військ на передовій.

### Битва
27 травня 1918 року зранку німецька артилерія несподівано для британських і французьких солдатів розпочала масовану артилерійську підготовку наступу. Вогонь одночасно вели 4 000 одиниць артилерії. За чотири години артилерійського обстрілу по розвіданих позиціях противника, німецька артилерія випустила близько 2 млн снарядів. Британці, що тримали оборону на першій позиції, відразу зазнали великих втрат у живій силі й були не спроможні відбити атаку кайзерівських штурмових частин. Скупчення англійських військ накривалися влучним вогнем артилерії й призводили до колосальних втрат.
Після вогню артилерії німці пустили на позиції противника отруйні гази. Коли він розсіявся, 17 німецьких штурмових дивізій групи армій кронпринца Німеччини під командуванням Вільгельма III, старшого сина імператора, одночасно перейшли в наступ. На це особисто прибув правитель Німецької імперії кайзер Вільгельм II.
Тим часом, союзні війська, які не очікували на настільки потужний наступ німецької армії на цій ділянці Західного фронту, поспіхом відступали вглиб території Франції. В обороні армій Антанти утворився пролом завширшки 40 км, у який продовжували прориватися німецькі штурмові підрозділи. За шість годин німецький перший ешелон, практично розчавив 8 дивізій союзних військ та вийшов по рубежу Реймс-Суассон на берег річки Ена. Незабаром мости через річку Ена були захоплені непошкодженими й кайзерівські формування продовжили рух на Марну. До ночі німецькі підрозділи розширили смугу прориву та змусили франко-британські розрізнені сили відступити за річку Вель.
Німецький наступ за планом операції «Блюхер-Йорк» розвивався з неперевершеним успіхом; ніколи з часів маневреної війни 1914 року, жодна армія не могла здобути такого феноменального успіху при проведенні наступальної операції. 28 травня німці увійшли до Суассона, незабаром вони подолали Марну поблизу Жольгонн та 30 травня увірвалися до Шато-Тьєррі. До цього дня німецькі війська захопили в полон 50 000 союзних солдатів та 800 артилерійських систем.
За станом на початок червня німецька армія вийшла на відстань 60 км від Парижа. Над столицею Франції в черговий раз нависла катастрофа.
Однак, незважаючи на можливість здобуття довгоочікуваної перемоги в цій війні, поступово німецький наступ загальмувався і врешті-решт застопорився. 3 червня німецькі війська під тиском свіжих союзних військ, яких командування Антанти підтягнуло до місця прориву армії Людендорфа, перейшли до оборони. Німецькі підрозділи у тижневих боях зазнали великих втрат, відчувався брак боєприпасів, майна, продовольства. Солдати були вщент виснажені безперервними бойовими діями. До того ж, у кайзерівських військ на цьому стратегічному напрямку вже не лишилось резервів. Одночасно союзне командування підтягувало все більше своїх військ і незабаром до району битви були підтягнуті 27 дивізій з інших ділянок фронту. До 6 червня поодинокі бої точилися на окремих дільницях зіткнення, але невдовзі й вони перейшли в позиційні бої.

### Наслідки
Третя битва на Ені завершилась великими втратами з обох сторін. Французька армія зазнала втрату 98 000 людей, британський експедиційний корпус близько 29 000 чоловіків; американські війська втратили близько 11 000 військових. Німецькі втрати становили 130 000 вояків за два тижні боїв.
Наслідком боїв стало відсторонення з посади командувача 6-ї армії генерала Д. Дюше за слабке управління діями французьких і особливо британських військ. Американська армія по суті вперше взяла участь у боях такого масштабу. 1 червня 3-тя піхотна дивізія вступила в битву, утримуючи оборонні рубежі поблизу Шато-Тьєррі, а потім перейшла в контратаку, відкинувши німців за Марну. 6 червня 2-га американська піхотна дивізія атакувала німецькі позиції біля Белло-Вуд, північніше Шато-Тьєррі.
Літом 1918 року німецький головнокомандувач Е.Людендорф спробував розвинути успіх свого наступу, започаткувавши в червні наступальну операцію на напрямку Нуайон-Мондідьє та у липні на Марні, однак результат був мінімальний і разючий з попередніми наступами на Соммі та Ені. Поступово баланс сил на Західному фронті змінився на користь союзників; Німеччина все більше потерпала від наслідків війни. Остання спробу наступу кайзерівської армії швидко перетворилася на стратегічний контрнаступ союзників на Марні.